# Pikraminsäure
Die Pikraminsäure (Trivialname, systematisch: 2-Amino-4,6-dinitrophenol) ist ein explosives organisches Nitrophenol, welches sich von der Pikrinsäure ableitet. Zum ersten Mal stellte es Aimé Girard her, der auch den ursprünglichen Trivialnamen auswählte.

## Darstellung und Gewinnung
Die Verbindung kann durch eine selektive Reduktion einer der ortho-Nitrogruppen aus Pikrinsäure z. B. mittels Natriumhydrogensulfid, Ammoniumsulfid oder Kupfer und Hydrazin gewonnen werden. Bei der weiteren Reduktion, z. B. mit einem Überschuss von Ascorbinsäure, entsteht 2,6-Diamino-4-nitrophenol.

## Eigenschaften
Pikraminsäure ist ein kristalliner Feststoff. Die Verbindung ist im trockenen Zustand durch Schlag, Reibung, Wärme und andere Zündquellen explosionsgefährlich und fällt im Umgang unter das Sprengstoffgesetz. Die Explosion verläuft sehr heftig unter Freisetzung großer Gasmengen. Eine Phlegmatisierung ist mit 20 % Wasser möglich.
| Bildungsenergie       | −1168,0 kJ·kg−1[4]                               |
| Bildungsenthalpie     | −1249,0 kJ·kg−1[4]                               |
| Sauerstoffbilanz      | −76,3 %[4]                                       |
| Stickstoffgehalt      | 21,11 %[4]                                       |
| Normalgasvolumen      | 961 l·kg−1[4]                                    |
| Explosionswärme       | 2630 kJ·kg−1 (H2O (l)) 2509 kJ·kg−1 (H2O (g))[4] |
| Spezifische Energie   | 668 kJ·kg−1 (68,1 mt/kg)[4]                      |
| Bleiblockausbauchung  | 16,6 cm3·g−1[4]                                  |
| Verpuffungspunkt      | 240 °C[4]                                        |
| Stahlhülsentest       | Grenzdurchmesser 2,5 mm[4]                       |
| Schlagempfindlichkeit | 34 Nm[4]                                         |
| Reibempfindlichkeit   | bis 353 N keine Reaktion[4]                      |

## Verwendung
Nach einer Diazotierung kann aus der Verbindung der Initialsprengstoff Diazodinitrophenol erhalten werden. Die Verbindung dient weiterhin als Ausgangsstoff für Azofarbstoffe, als Indikator und als oxidativer Haarfarbstoff.

## Externe Identifikatoren
1. ↑  Externe Identifikatoren von bzw. Datenbank-Links zu 2,6-Diamino-4-nitrophenol:  CAS-Nr.: 96859-45-9, Wikidata: Q130236195.